# Sickla park

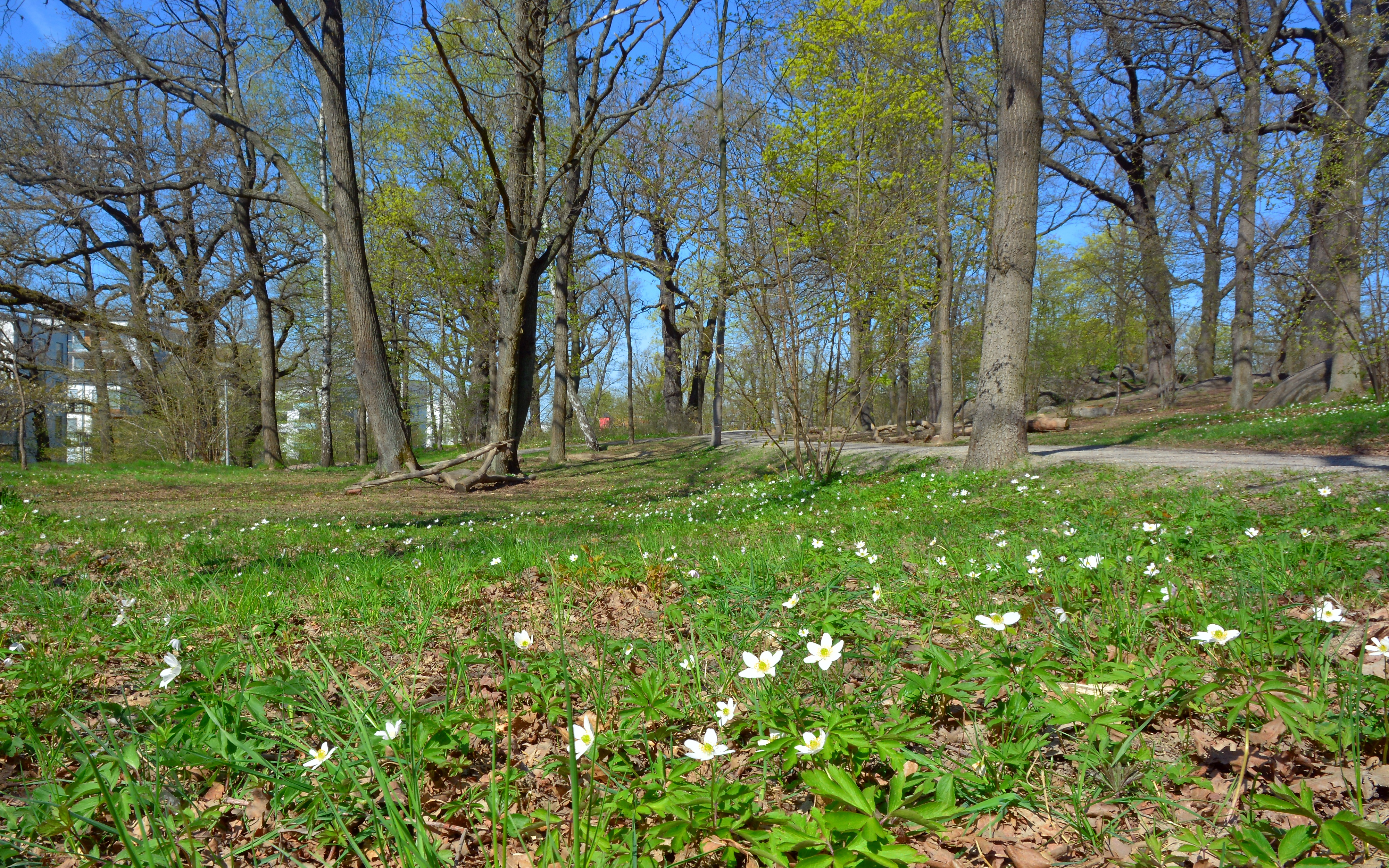
Vitsippor blommar i Sickla park.

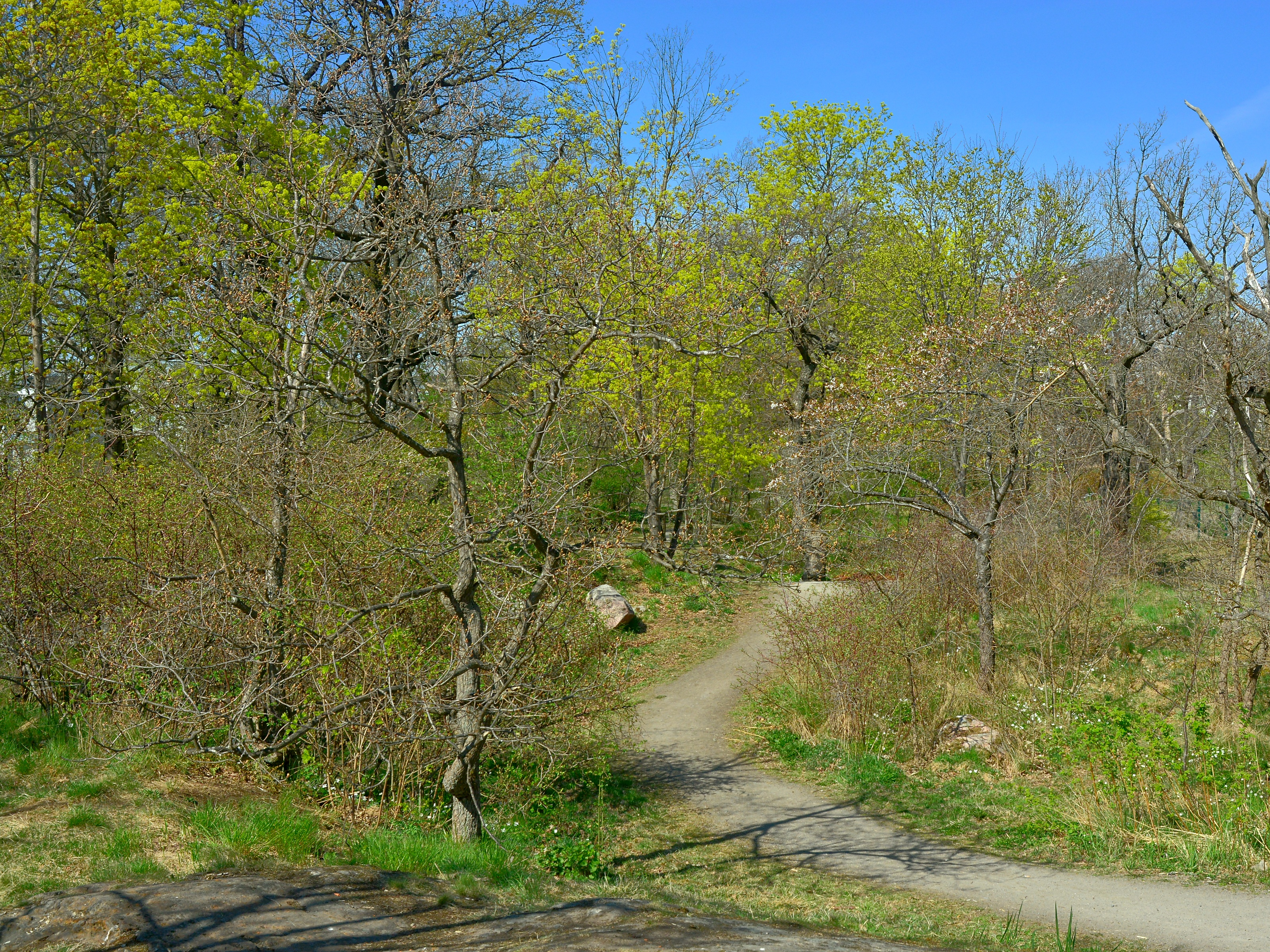
Gångväg i Sickla park.

Sickla park var fram till början av 1900-talet ett populärt fritids- och nöjesområde mellan Nacka kommun och Stockholms stad, i nuvarande Södra Hammarbyhamnen.
Innan Hammarbyleden och Danvikskanalen byggdes stod vattnet i Hammarby sjö fyra meter högre än idag och vattenytan var betydligt större än idag. Längs sjön fanns lummiga stränder. På sjöns sydöstra sida låg Sickla park och i grönskan i parken kunde man roa sig, ha picknick, leka, dansa och lyssna på musik. Man kunde även lyssna på talare från bland annat nykterhetsrörelsen (logen Ärlig kämpe) eller från arbetarrörelsen.
Området förstördes efter sjösänkningen i början av 1920-talet. Det som återstår av området är idag det högst belägna området mellan Båtbyggargatan och Sickla kanalgata i Södra Hammarbyhamnen, där det nu finns en lekpark, bevuxen med ett flertal gamla ekar. I folkmun benämns ofta parken som Ekbacken eller Fjärilsparken. 
1930 överfördes området från Nacka landskommun till Stockholms stad.